# Haikutter

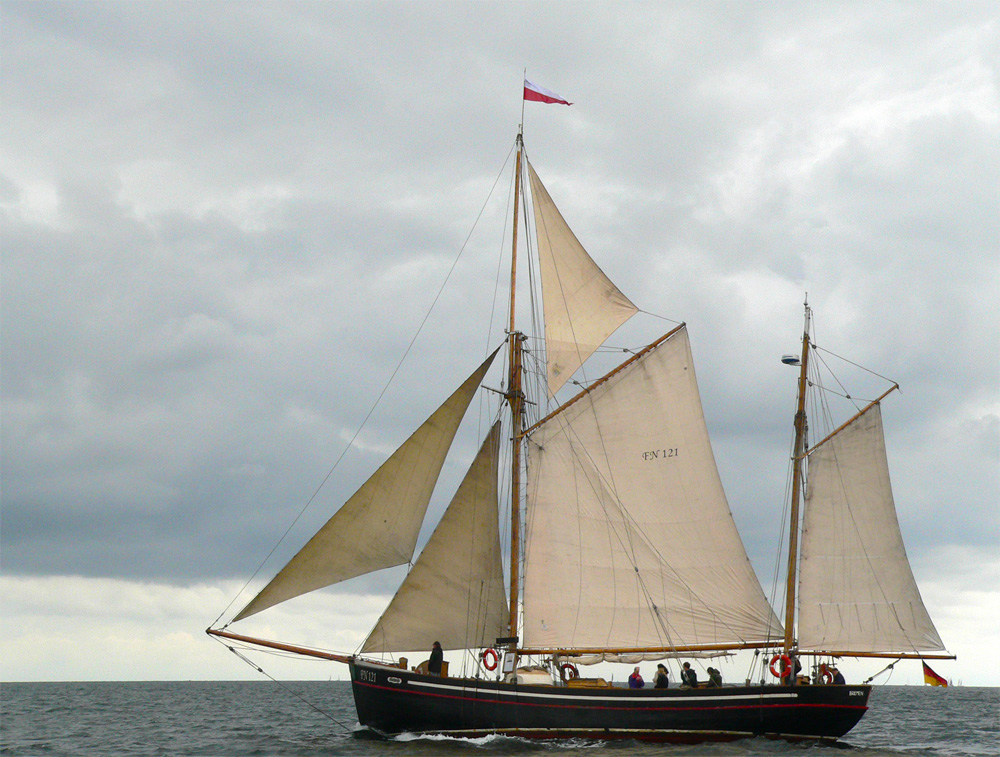
Hansine auf der Kieler Förde (2013)

Haikutter wird in Deutschland ein bestimmter Typus dänischer Fischereifahrzeuge genannt, von dem zwischen etwa 1900 und 1940 über 9.000 Stück gebaut wurden.

## Name und Bauweise
Spanten und Planken sind üblicherweise aus Eichenholz, die Rumpflänge liegt zwischen 12 m und 19 m. Charakteristisch sind der leicht konvex gebogene Vorsteven und das überhängende, elliptische Heck. Die Bezeichnung Haikutter hat nichts mit dem Haifang zu tun. Vielmehr waren diese Kutter die ersten in der dänischen Seefischerei, die mit Hilfsmaschinen ausgerüstet wurden. Mit deren Hilfe konnten die Fangnetze (Snurrewaden) unabhängig vom Wind und ohne Einsatz von Beibooten ausgebracht und vor Anker liegend über Deckswinden wieder eingeholt werden. Noch heute ist bei vielen Haikuttern an Steuerbord („rechts“), neben dem Vorsteven, eine schwere Scheibe zu sehen, über welche die Ankertrosse lief. Dieser technische Vorsprung brachte den Fischern in kürzerer Fangzeit bessere Fänge ein, weswegen die unmotorisierten Kollegen ihnen die Bezeichnung hajer gaben: Diese Schiffe waren am Fangplatz gefräßig wie Haie. Eine besondere dabei benutzte Netzform ist die Snurrewade, ein ringförmiges Netz, das nicht geschleppt, sondern zum verankerten Kutter hin über den Grund eingezogen wurde. Deswegen werden die Kutter in der Literatur auch gelegentlich als Snurrewadenkutter bezeichnet. Haikutter gehörten zu den schnellsten und seegängigsten Fischereifahrzeugen in dieser Größenklasse und gelten als erstklassige Segelfahrzeuge.

## Geschichte

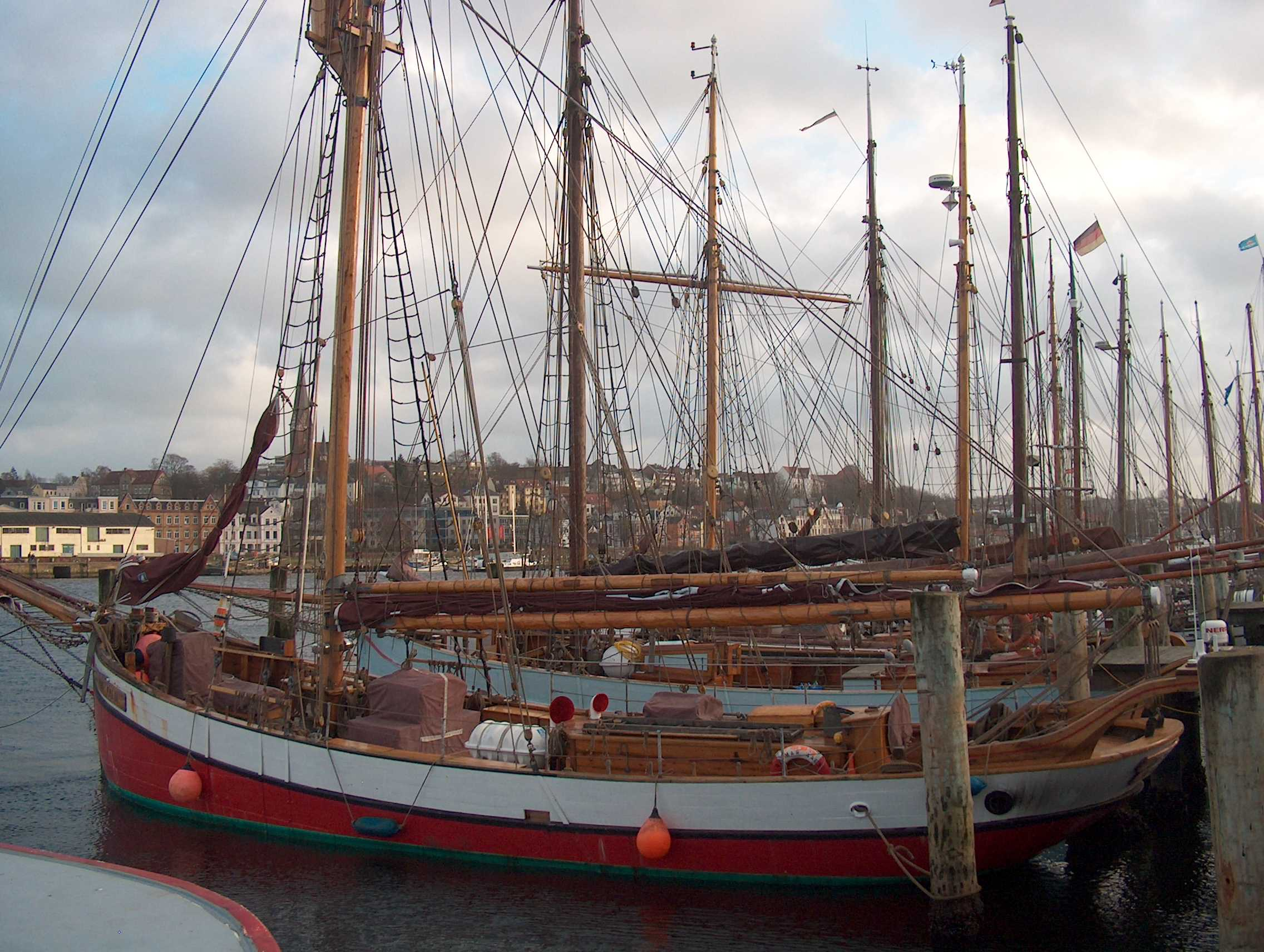
Dagmar Aaen als Beispiel für einmastige Haikutter (2007)

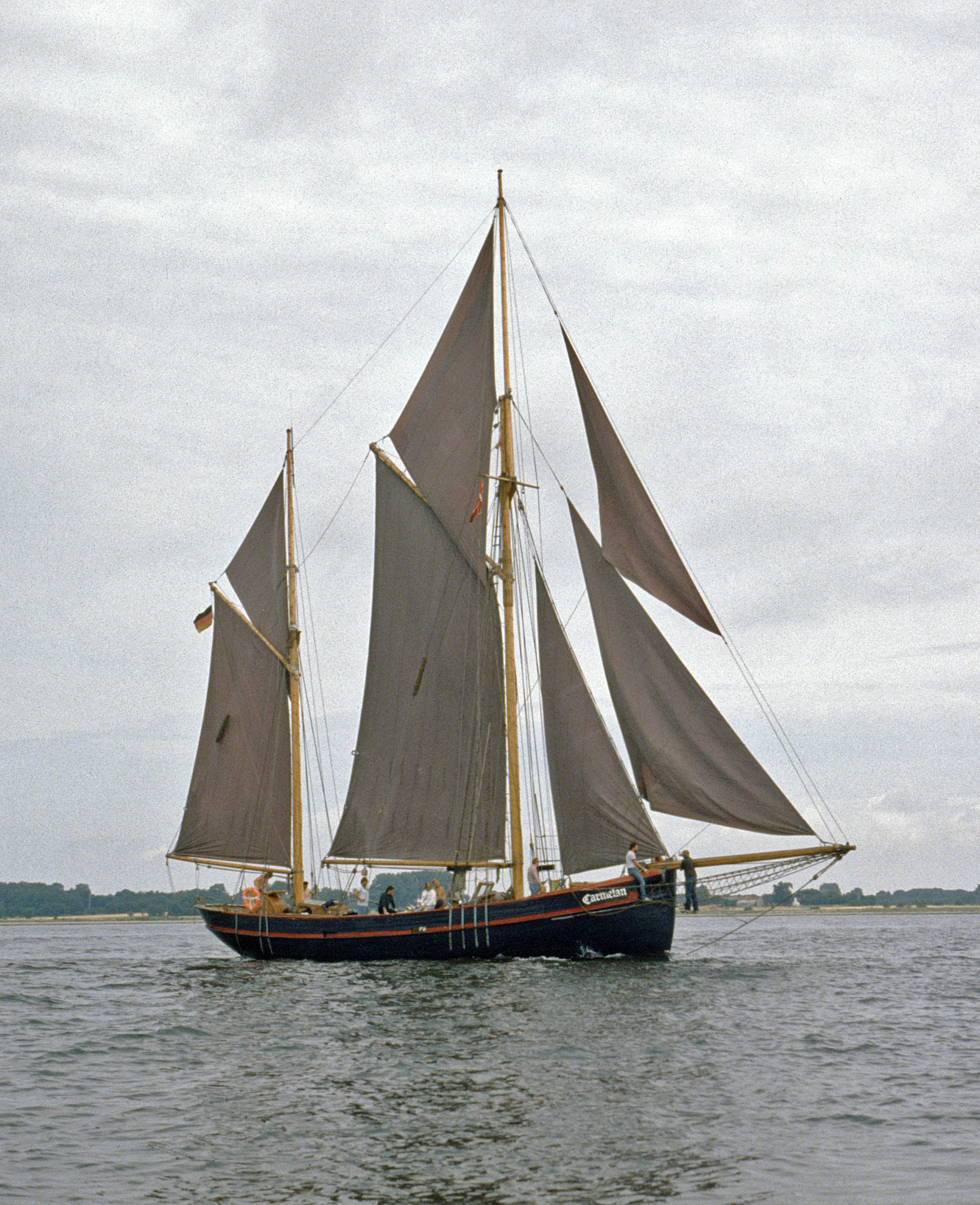
Carmelan 1982 unter voller Besegelung

Die ersten Schiffe dieser Bauart wurden um 1900 gebaut, wahrscheinlich in Anlehnung an englische Fischereifahrzeuge (fishing smacks). Angetrieben wurden sie von Petroleum-Glühkopf-Motoren. Die größeren Schiffe waren ketschgetakelt, mit einem deutlich kleineren Besanmast. Der lange Klüverbaum ragte fast parallel zum Wasser nach vorn. Ab den 1920er Jahren verlor das Segeln gegenüber der Maschinenkraft an Bedeutung. Haikutter wurden bis in die 1940er Jahre gebaut, viele fuhren noch lange als reine Maschinenfahrzeuge, ganz ohne Besegelung. Einige wenige sind noch in der Fischerei. Die meisten Haikutter segeln heute als Freizeitfahrzeuge und Traditionsschiffe. In Deutschland existieren noch 21 Stück (Stand November 2009). Neben der traditionellen Ketsch-Takelung sieht man viele Schoner und Kutter.

## Bekannte Schiffe
- Alexa in Laboe,
- Anna Elise, Kopenhagen,[3]
- Bellis, im Museumshafen Flensburg,
- Carmelan in Büdelsdorf
- Dagmar Aaen, das Expeditionsschiff von Arved Fuchs. Es wurde speziell für Fahrten in arktische Regionen umgebaut.
- Dana, der letzte noch existierende Haikutter mit Klinker-Beplankung liegt im Museumshafen Flensburg,
- Grønne Erna, Svendborg,
- Hanne Marie, Greifswald,
- Hansine im Museumshafen Lübeck,
- Iona, Greifswald,
- Jens Krogh, Aalborg,[4]
- Nordwind, Greifswald,
- Olander, ein unter polnischer Flagge fahrender Haikutter, 1931 in Esbjerg als Fischereifahrzeug gebaut
- Olga von Skagen, ex-Liguban, Museumshafen Flensburg; gesunken September 2013,
- Victor Jara, Greifswald,
- Zela, Berlin,